# Furs de Daroca
Els Furs de Daroca són els Furs concedits pel comte i príncep d'Aragó Ramon Berenguer IV de Barcelona a la ciutat de Daroca el 1142.

## Origen
Semblen redactats sobre la base dels Furs de Sòria que concedí a la ciutat castellana el rei d'Aragó i Pamplona Alfons I d'Aragó el 1129. El text concedit a la ciutat aragonesa pel comte i príncep d'Aragó Ramon Berenguer IV de Barcelona sembla una recopilació dels anteriors, tot i que alguns d'ells foren redactats a la mateixa Daroca.

## Expansió
Els Furs de Daroca s'expandiren cap Benatanduz, i potser amb alguna alteració fins a Terol, on estigueren en vigor des de la conquesta de Tirwal el 1171 per part del rei Alfons II d'Aragó el Cast, fins que aquest rei hi concedí uns furs específics, els Furs de Terol el 1176.

## Valoració
Els Furs de Daroca, conjuntament amb els Furs de Calatayud i els Furs de Terol, constitueixen els tres grans furs de l'Extremadura aragonesa, que atorgava una gran autonomia als Consejos i notables excepcions fiscals i militars per tal d'afavorir-ne la colonització. Així mateix, els Furs de Daroca en concret destaquen per la protecció del vilatà local enfront del foraster, on són encara més exigents que els Furs de Calatayud, tot i que hi ha menys tolerància cap a l'homicidi de forasters. També destaca per protegir la família legítima i no permeten que en el testament es deixi a un fill una part menor que a un altre; hi apareix també el dret de la troncalitat.